# Ganaveh
Ganaveh (persiska: بندرگناوه) är en stad vid Persiska viken i sydvästra Iran. Det är en av de största städerna i provinsen Bushehr och har cirka 70 000 invånare. Staden är administrativt centrum för delprovinsen (shahrestan) Ganaveh.